# Oberfränkisches Textilmuseum

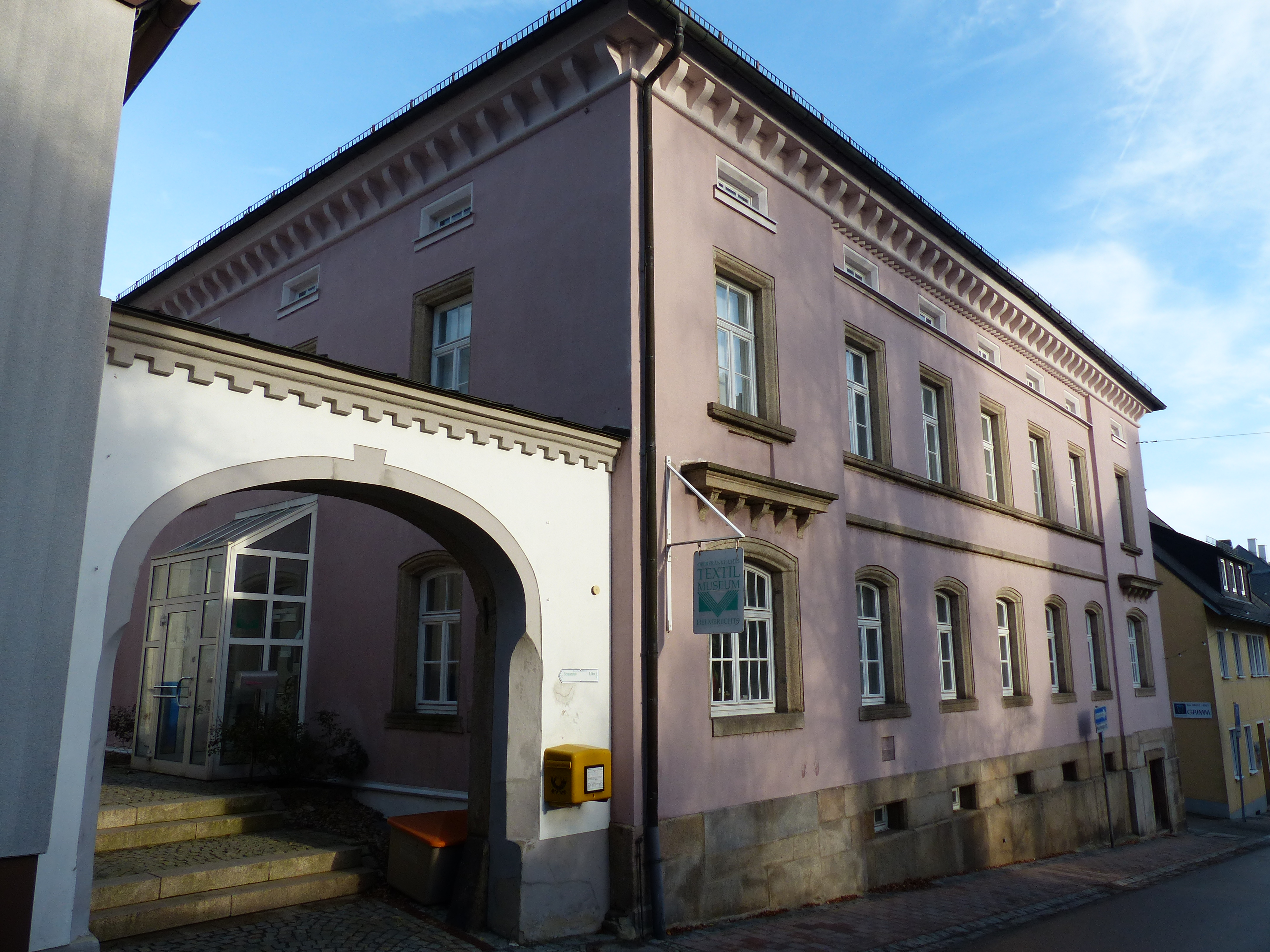
Eingangsbereich des Museums

Das Oberfränkische Textilmuseum ist das Textilmuseum in der Stadt Helmbrechts im Landkreis Hof.

## Oberfränkisches Textilmuseum
Die Herstellung von Textilien hat in der Region eine jahrhundertealte Tradition, beginnend mit der Handweberei von Leinen, Wolle und Baumwolle und dem Weben mit dem mechanischen Webstuhl in vorindustrieller Zeit bis hin zur modernen Textilindustrie. Im 19. Jahrhundert galt die Stadt als „Kleiderschrank der Welt“, denn sie lieferte Umschlagtücher in mehr als 140 Länder zur Weiterverarbeitung in landestypische Kleidung. Das Museum stellt diese Entwicklungsgeschichte dar. Dazu gehören Zunftgegenstände der Umgebung, wie Wappen und Truhen bis hin zu Musterbüchern und einer funktionierenden mechanischen Weberei. Das Museum befindet sich in einem ehemaligen Textilfabrikantenhaus. Es wurde 1933 als Stadtmuseum gegründet und 1992 konzeptionell als Textilmuseum ausgerichtet. Um das Museum verdient gemacht haben sich u. a. Otto Knopf und Alfred Rauh.

## Sonderausstellungen
In der Ausstellung Zwischenlichten als Beispiel für Sonderausstellungen haben sich Maler und Fotografen aus dem Frankenwald und dem Fichtelgebirge mit dem Leben der Weberfamilien und den typischen Weberhäusern auseinandergesetzt. Dazu zählen der Maler und Grafiker Karl Bedal und der Fotograf Reinhard Feldrapp.
Erhaltene Weberhäuser stehen meist unter Denkmalschutz und weisen Charakteristika lokaler Bauweise auf wie das Frackdach und das Wohnstallhaus. Das Weberhausmuseum Neudorf und das Weberhaus Kleinschwarzenbach (Zum Weberhaus 10) können besichtigt werden.

## Vorgeschichte als Heimatmuseum
Die Initiative zur Gründung eines Heimatmuseums startete 1923 durch den Volksbildungsverein. In den Jahren 1932 und 1933 wurden vier Museumsräume ausgestaltet. Der Lehrer und Heimatforscher Hans Seiffert war maßgeblich an der Planung und Umsetzung des Museumsgedankens beteiligt, der erste Vorsitzende des Frankenwaldvereins und Fabrikbesitzer Gustav Weiß sorgte für die entsprechende finanzielle Ausstattung. Die Museumsräume wurden zum Kriegsende für andere Zwecke benötigt, so dass erst 1955 durch Ausbau der Schule wieder Räume für ein Heimatmuseum zur Verfügung standen. Bürgermeister Hans Michel und Rektor Hans Seiffert eröffneten 1956 das Museum wieder. Die verschiedenen Phasen der Textilherstellung nahmen bereits einen großen Umfang der Ausstellung ein, außerdem gab es eine geologische Abteilung, ein allgemein zugängliches Archiv u. a. mit Zeitschriften, Zeitungen und klassischer heimatkundlicher Literatur. Weitere Exponate waren Gegenstände des alltäglichen Gebrauchs und des Handwerks und eine überschaubare Waffensammlung, die in Zusammenhang mit der Stadtgeschichte stand.